# إيرين ماير
إيرين ماير (بالإنجليزية: Erin Meyer)‏ هي كاتِبة أمريكية، ولدت في 22 أغسطس 1971 في مينيسوتا في الولايات المتحدة.

## وصلات خارجية
- إيرين ماير على موقع ميوزك برينز (الإنجليزية)